# O Divã de Estaline
O Divã de Estaline (em francês:  Le Divan de Staline) é um filme luso-francês do género drama histórico, realizado e escrito por Fanny Ardant, com base no romance homónimo de Jean-Daniel Baltassat. Foi protagonizado por Gérard Depardieu e Emmanuelle Seigner. A sua estreia mundial ocorreu no Lisbon & Estoril Film Festival a 13 de novembro de 2016. Estreou-se em França a 11 de janeiro de 2017 e em Portugal a 26 de janeiro do mesmo ano.

## Elenco
- Gérard Depardieu como José Estaline
- Emmanuelle Seigner como Lidia
- Paul Hamy como Danilov
- François Chattot como Vlassik
- Luna Picoli-Truffaut como Varvara
- Tudor Istodor como Dovitkine
- Alexis Manenti como Tchirikov
- Xavier Maly como Alexandre Poskrebychev
- Miguel Monteiro como homem da luva
- Joana de Verona como Olga
- Lídia Franco como Rumichvili